# Janko Kráľ

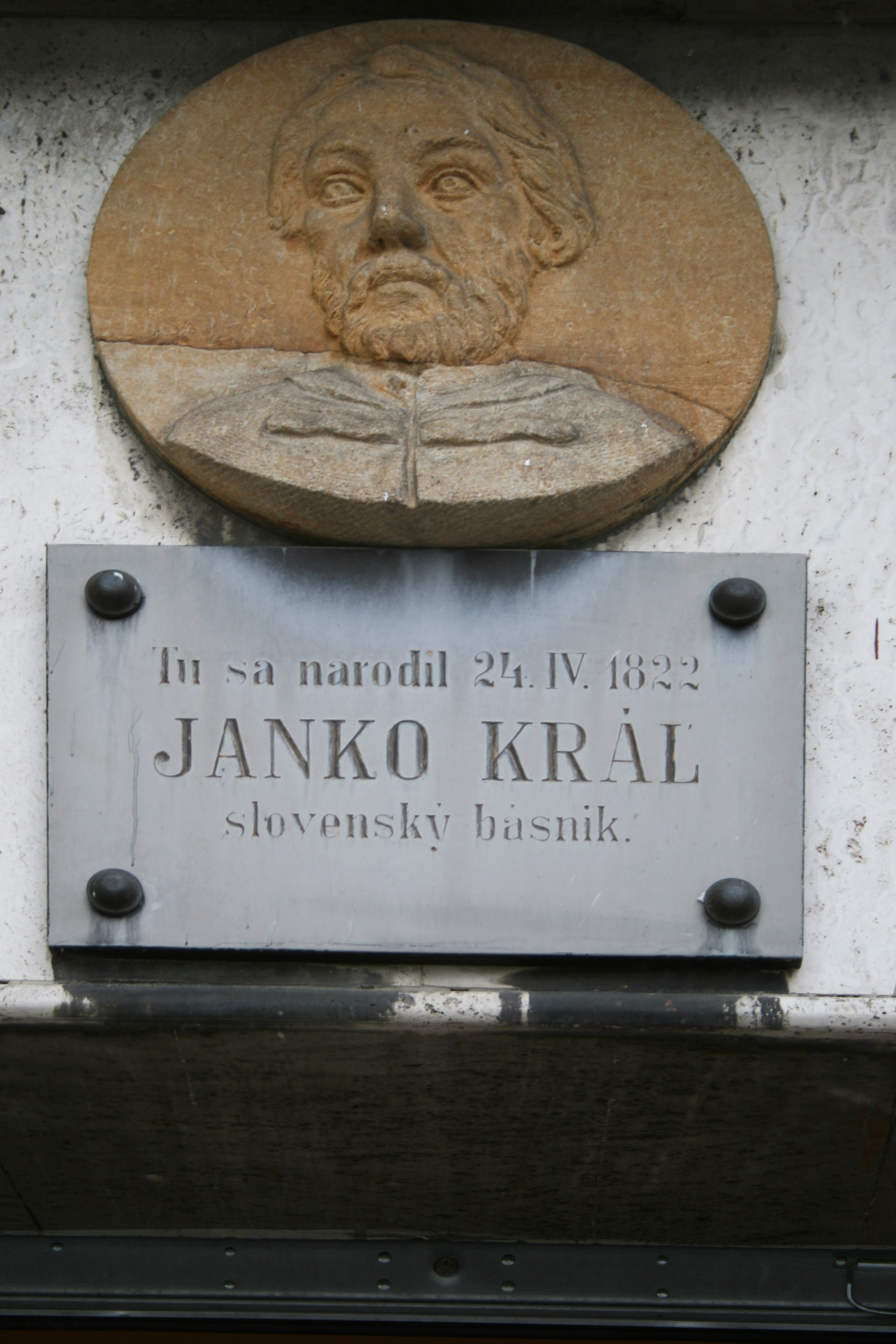
Pamětní deska básníka na jeho rodném domě v Liptovském Mikuláši

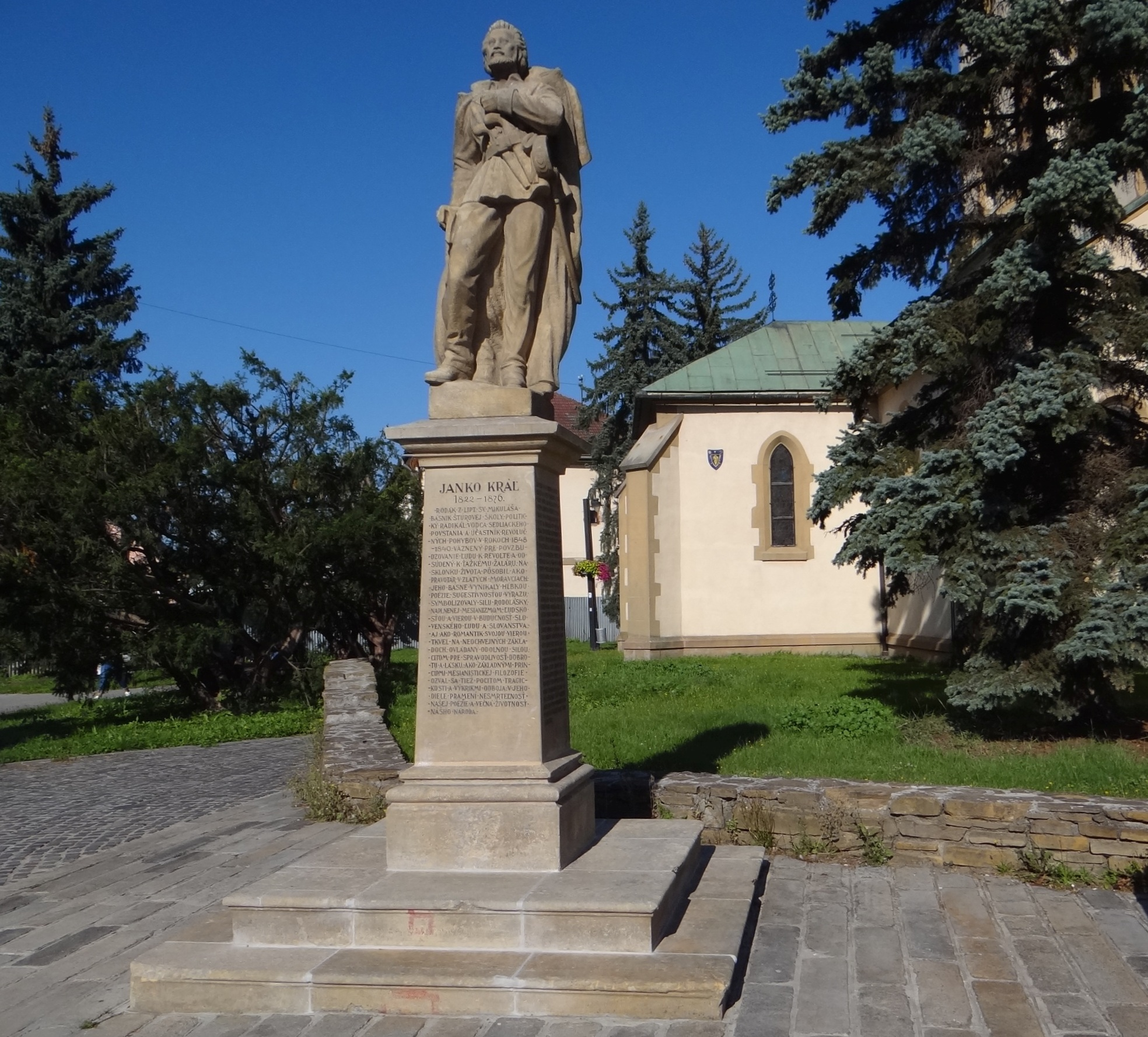
Socha básníka v Liptovském Mikuláši

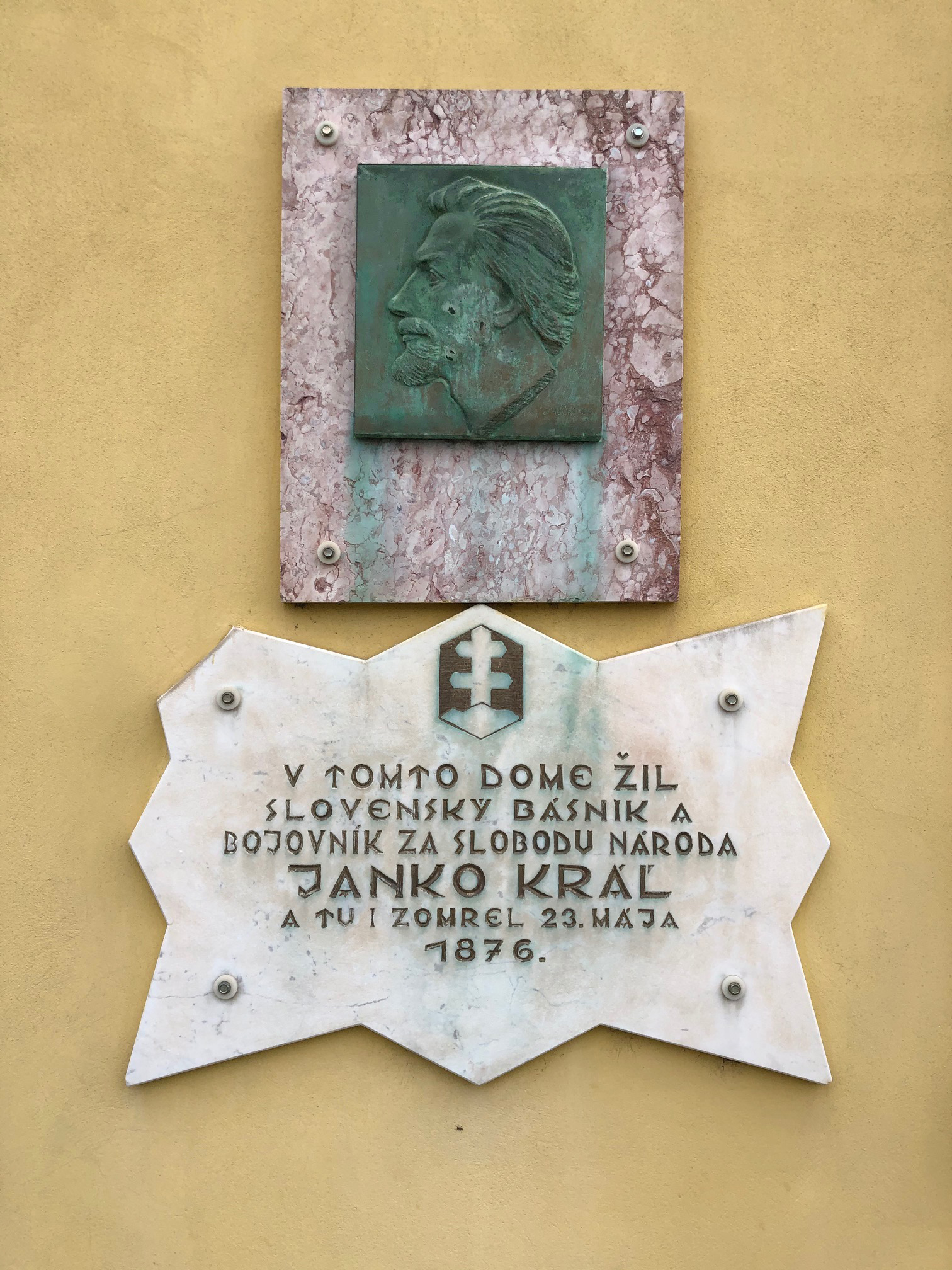
Pamětní deska věnovaná památce Janka Krále ve Zlatých Moravcích

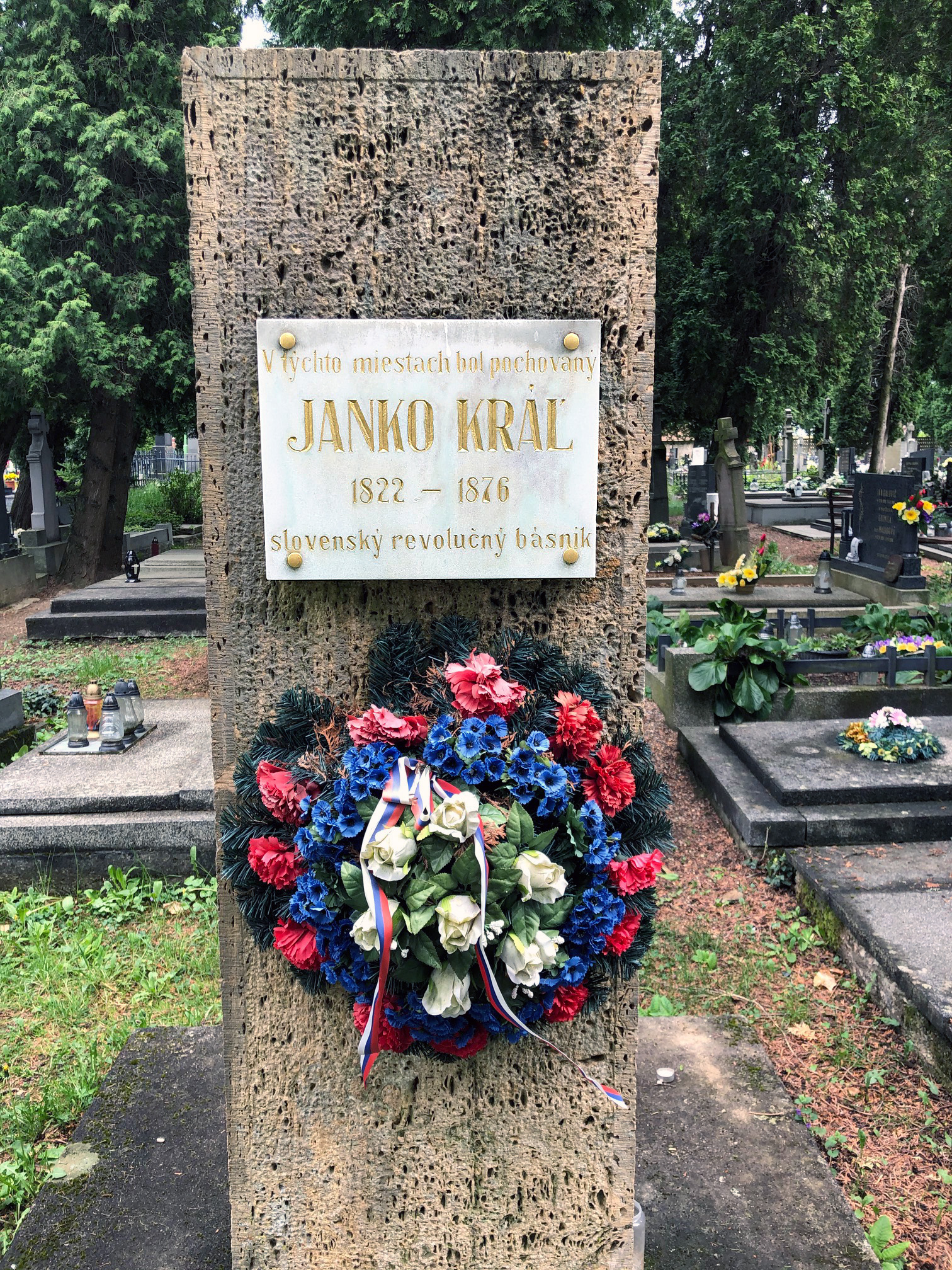
Pravdepodobné místo pochování Janka Kráľa ve Zlatých Moravcích

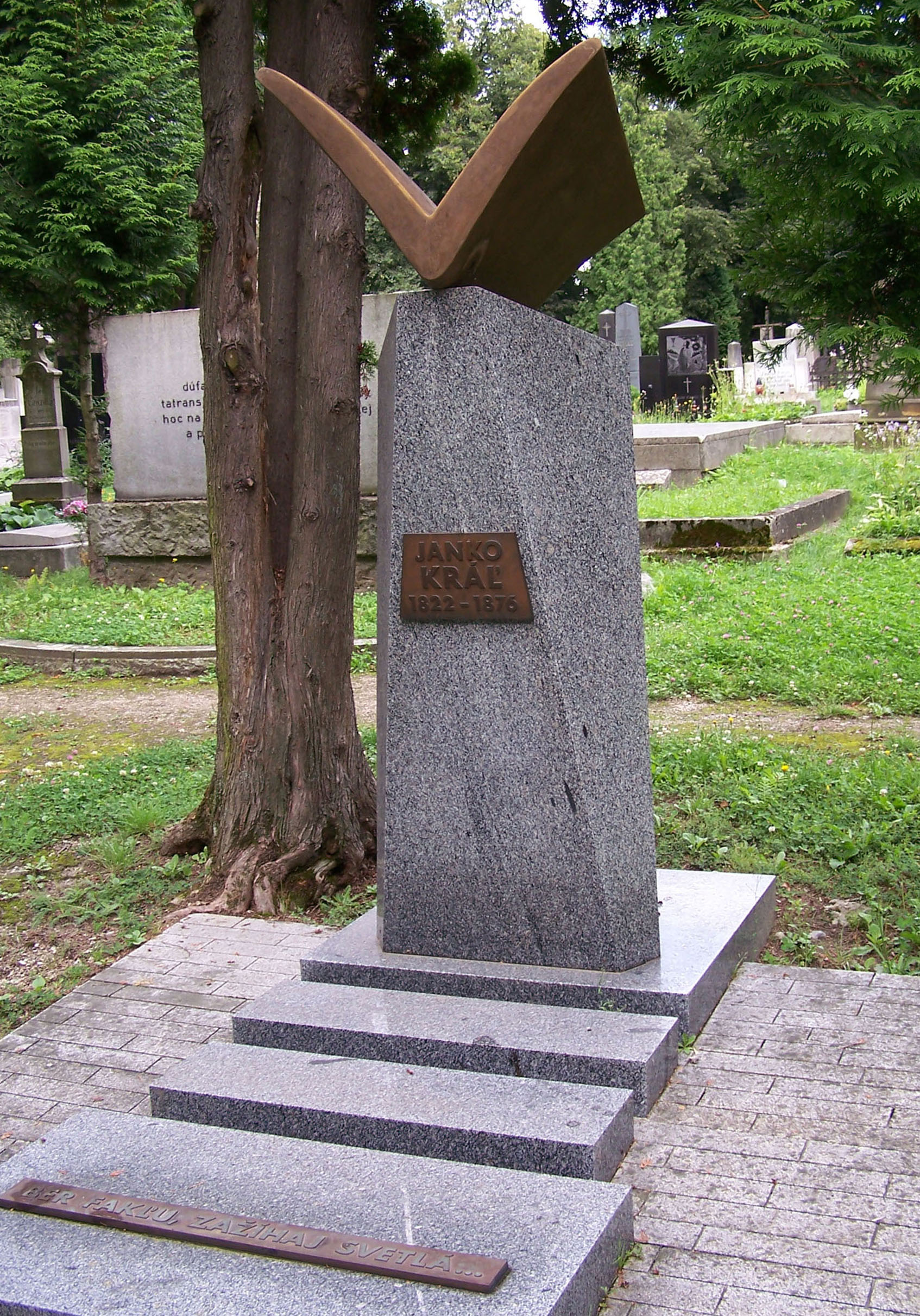
Symbolocký hrob básníka v Martině

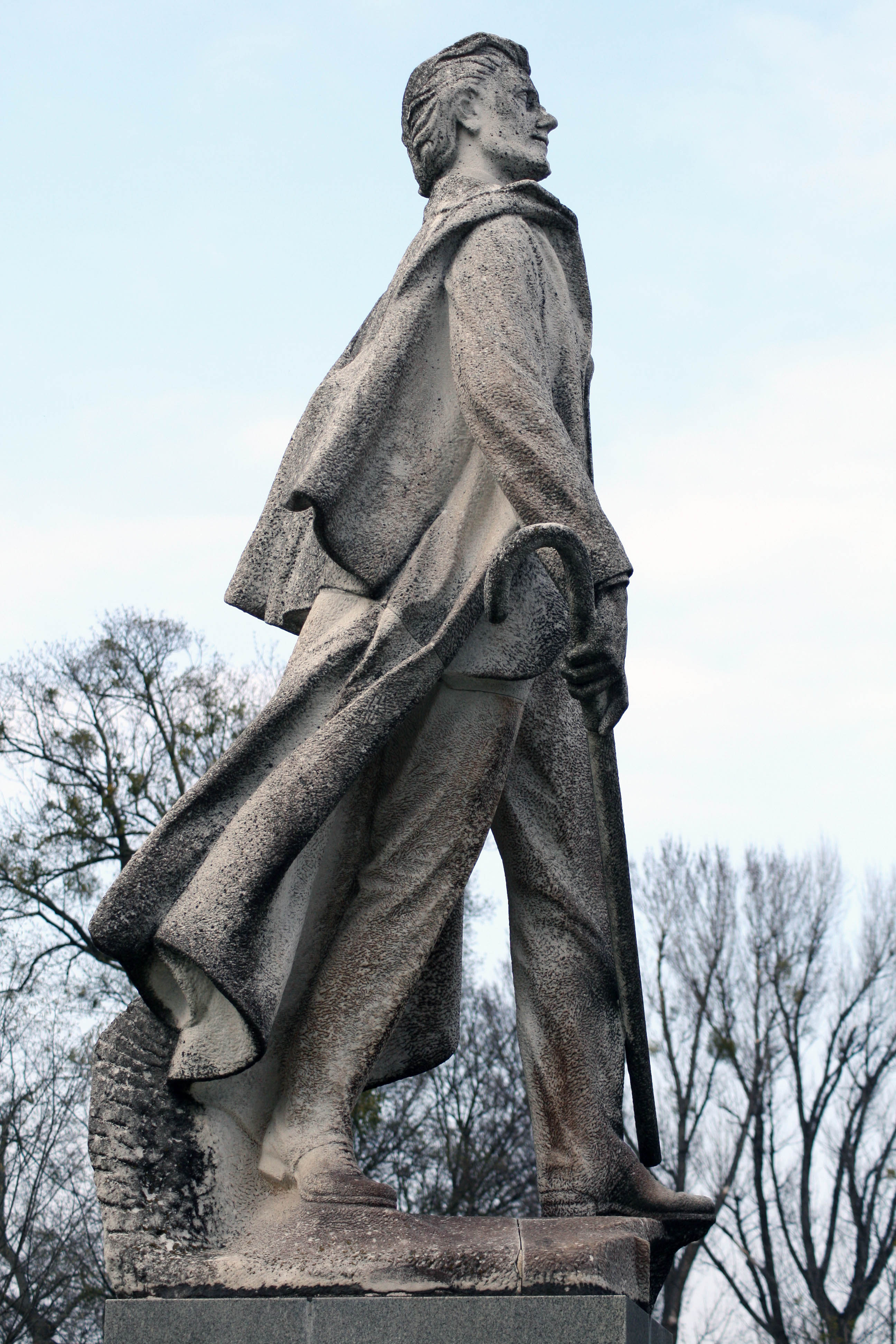
Socha Janka Kráľa v bratislavské Petržalce

Janko Kráľ (24. dubna 1822 Liptovský Sv. Mikuláš, Uhersko – 23. května 1876 Zlaté Moravce) byl slovenský národní buditel a jeden z nejvýznamnějších a nejradikálnějších básníků štúrovské generace.

## Životopis
Pocházel z rodiny řezníka a krčmáře. Vzdělání získával v Liptovském Svätém Mikuláši, v letech 1835–1837 na gymnáziu v Gemeru, v letech 1837–1841 na lyceu v Levoči, v letech 1841–1842 studoval na lyceu v Kežmarku a od roku 1842 studoval na lyceu v Prešpurku, kde se aktivně zapojoval do činnosti Ústavu reči a literatúry československej. V roce 1844 na protest proti odvolání Ľudovíta Štúra odešel z Prešpurku a ve studiu už dále nepokračoval. Nastoupil jako praktikant do advokátní kanceláře v Pešti, později hodně cestoval jak po Slovensku, tak i po Dolní zemi (dnešní Maďarsko).
V roce 1848 podněcoval slovenský lid, aby povstal, za což byl uvězněn v Šahách a Pešti až do ledna následujícího roku. Po propuštění znovu organizoval dobrovolnické oddíly a byl opět vězněn, po propuštění odjel do moravského Hulína k příteli Bedřichu Rozehnalovi a v listopadu roku 1849 se stal kapitánem dobrovolnického sboru. Po propuštění ještě v témže roce pracoval jako vládní komisař, v roce 1854 byl přeložen do Čadce, v roce 1858 se přestěhoval do Martina, od roku 1860 byl pomocným úředníkem v Kláštoru pod Znievom a od roku 1862 přísedícím u soudu ve Zlatých Moravcích. V roce 1867 ho propustili ze státních služeb, a tak si dělal státní zkoušku a působil v Zlatých Moravcích jako přísežný pravotár a písař v advokátních kancelářích.
Zemřel na skvrnitý tyfus (nejsou však vyloučeny ani jiné příčiny). Pochovaný byl ve Zlatých Moravcích (poloha hrobu není přesně známa) a na slovenském Národním hřbitově v Martině má čestný hrob.
Jeho přesná podoba není známa, ale dochovaly se víceré populární podobizny. Jedna z nich byla použita při modelování sochy Janka Kráľa, umístěné ve stejnojmenném parku v bratislavské Petržalce.

## Tvorba
První verše začal psát už v době studií na bratislavském lyceu. Zpočátku psal v češtině, později začal používat spisovnou slovenštinu a byl jedním z prvních básníků, kteří používali Štúrovu slovenštinu. Svoje básnická díla zveřejňoval v almanachu Nitra, v pozdějším období také v časopisech Orol tatranský, Sokol, zřídkavě i v časopisech Černokňažník, Tábor, Concordia, Priateľ školy a literatúry a jiných. Začal psát epické básně s historickou tematikou, postupně však začal navazovat na slovenskou lidovou slovesnost. Do povědomí veřejnosti vstoupil jako autor balad a písní, nicméně jeho tvorba byla o mnoho širší.
Svojí tvorbou se řadí mezi básníky z období romantismu a stal se klíčovou postavou ve vývoji dobové poezie. Jeho básně ovlivnily tvorbu slovenských nadrealistů, ale i takových autorů, jako byl Laco Novomeský či Milan Rúfus a jiní.

## Dílo

### Básně
- Genius Slovanstva (kolem 1843), prvotina napsaná v češtině.
- Smrt Světopolka, krále Velko-Moravského (kolem 1843), česky.
- Bohdan (kolem 1843), česky, hrdinský epos jehož čtvrtý zpěv má již charakter lidové skladby.
- Jedna žiadosť (1843), pravděpodobně první Kráľova slovenská báseň.
- Kvety (1843), subjektivní lyrická báseň.
- Strídža — skala v Lučivnej (1843), pověst patřící k prvním Kráľovým básním v štúrovské slovenštině.
- Kristus (1843), lidová legenda.
- Bojazlivá (asi 1843), tiskem 1854, variace na lidovou píseň (někdy připisována Peterovi Kellnerovi-Hostinskému).
- Husár (asi 1843), tiskem 1854, báseň o hrdinském husarovi, který padl v boji za svou vlast (někdy připisována Peterovi Kellnerovi-Hostinskému).
- Zverbovaný, původně česky koncem roku 1843, přepracováno do slovenštiny počátkem roku 1844. V baladě se Janík dá zverbovat na vojnu, protože nevidí jiné východisko z bídy.
- Výlomky z Jánošíka (1843-1844), soubor tří básní z rukopisné pozůstalosti, tiskem neúplně roku 1938 v uspořádání Stanislava Mečiara a kompletně roku 1949 v uspořádání Milana Pišúta. Soubor se skládá těchto básní:
  - Janko, lyricko-epická romantická povídka líčící útěk vyprázdněného intelektuála z města do hor,
  - Žobrák, vyprávění žebráka o jeho zbojnických letech,
  - Zbojníkova balada, úryvek ze života zbojníka, jeho uvěznění a jeho obhajobu baladou Pán v tŕní.[6]
- Pierko (asi 1843 až 1845), tiskem 1873, báseň podobná lidové písni.
- Kríž a čiapka (asi 1843 až 1845), trest za urážku zesnulého.
- Skamenelý (asi 1843 až 1845), příběh o potrestané nevěře (mládenec skamení pro nedodržený slib milé).
- Moja pieseň (1844), báseň podobná lidové písni se žertovnými prvky líčící pyšnou krasavici, která ztratí pro pýchu milého i čest.
- Pieseň bez mena (1844), báseň s citlivým národním podtextem.
- Zabitý (1844), tragická píseň o lásce a smrti milého ve formě lidové skladby.
- Povesť (1844), balada zvýrazňující trest ua urážku. Děvčata, která sa posmívali stařence a nepodali jí vodu, jsu krutě potrestána.
- Zakliata panna vo Váhu a divný Janko (1844), balada považovaná za jednu z nevýznamnějších Kráľových básní.
- Vysokourodzenému pánovi Ďurkovi Košuthovi (1844), oslava příkladného národního činu Juraje Košúta týkajícího se pronásledování Ľudovíta Štúra.
- Duma bratislavská (1844), vyjadřuje Kráľovo rozhořčení nad pronásledováním jeho učitele Ľudovíta Štúra.
- Dve staré pesničky (1844), variace na motivy z básně Duma bratislavská.
- Dva orly (1844), tiskem 1866, obraz štúrovské mládeže
- Pesnička na kare ku cti zosnulému Jankovi Tomesovi, duši slovenskej (1844), příležitostná báseň.
- Rozprávka o chorom kráľovi a zlatom vtáčikovi (1844-1845), pohádka o nemocném králi, kterého může vyléčit jen zpěv zlatého ptáčka, kterého se vydají hledat královi tři synové.
- Jarmok (1844-1845), báseň ze života lidu.
- Posvätenec (1844-1845), báseň s výraznými mesianistickými tendencemi.
- Orol vták (asi 1844-1845), tiskem 1873, lyrický výkřik romantického hrdinského oduševněni.
- Hlásnik národa (asi 1844-1845), tiskem 1865, báseň vyjadřující buditelský smysl Kráľovy poezie
- Dráma sveta (1844-1845), rozsáhlý cyklus básní nalezený v rukopisné pozůstalosti (uspořádal Milan Pišút), prvně vydaný roku 1952 v Súborném diele. Pišút rozdělil cyklus do pěti částí, z nichž každá obsahuje větší či menší počet básní:
  - Minulosť a prítomnosť,
  - Svet na mukách,
  - Vojna,
  - Svet v očakávaní nového veku,
  - Údel Slovanstva vo svete.[7]
- Orol (1845), příležitostný pozdrav k vydání Orla tatranského.
- Túženie (1845), lyrická osobní zpověď (někdy připisováno Jánovi Kalinčiakovi).
- Kvet (1846), tragický příběh nerovného manželství (matka přinutí dceru, aby se vdala bez lásky za bohatého vdovce, a dcera zemře žalem).
- Pán v trní (1846), balada, ve které bezbožný a krutý pán zabije na lovu člověka, za co ho stihne trest – zešílía hyne ve strašných mukách. První koncept balady je součástí rukopisu Výlomky z Jánošíka.
- Potecha (1846), dialog matky a syna-bučiče (dochoval se jen fragment).
- Piesne (1846), lyrizovaná báseň s obrazem ptáčete jako paralely touhy po svobodě..
- Syn pustiny (1846-1848), báseň zachycující volný život „syna pustín“ ústící do předzvěsti vzpoury, ve které hrdina nachází smrt.
- Pieseň (1847),
- Štít (1847). linií odbojnictví navazuje na Zlomky z Jánošíka.
- Choč (1847), zrada přátelství a její potrestání za časů Napoleona.
- Návrat (1847), báseň vznikla pravděpodobně po smrti Kráľovy matky.
- Tri vŕšky (1848), jedna ze čtyř revolučních básní, které Kráľ napsal anonymně po vypuknutí revoluce v roce 1848.
- Krajinská pieseň (1848), jedna ze čtyř revolučních básní, které Kráľ napsal anonymně po vypuknutí revoluce v roce 1848.
- Pieseň slobodného sedliaka (1848), jedna ze čtyř revolučních básní, které Kráľ napsal anonymně po vypuknutí revoluce v roce 1848.
- Krvavá kosba (1848), jedna ze čtyř revolučních básní, které Kráľ napsal anonymně po vypuknutí revoluce v roce 1848.
- Bezbožné dievky (1848), tiskem 1865, zásah nadpřirozených sil za výsměch jejich moci.
- Duma dvoch bratov (1849), pravděpodobně první báseň, kterou Kráľ napsal po propuštění z vězení, vyjadřující zklamání z Kossuthova povstání.
- Šahy (1849), v básni Kráľ popsal vše, co cítil, myslel a dělal, když vedl lid do povstání a byl uvězněný v Šahách.
- Jarná pieseň(1849), tiskem 1873, příležitostná báseň zobrazující situaci slovenského národa během revoluce-
- Duma Kollárova (1852), touto básní napsanou tzv. bibličtinou (humanistická češtinou Bible kralické) Kráľ uctil památku Jána Kollára.
- Slovo (1861), příležitostná báseň na oslavu tzv. Říjnového diplomu z roku 1860, který zdůrazňuje rovnost národů v říši.
- Duma slovenská (na pamiatku zjazdu turčiansko-sv. martinského 6. júna 1861), báseň vznikla u příležitosti shromáždění ve Turčianském Svätém Martině, které přijalo Memorandum národa slovenského.
- Krakoviaky dobrovoľníkove (1861), silně politicky útočná báseň, ve které Kráľ vyjádřil ironicky, sarkasticky i vážně obavy před novým národnostním útlakem.
- Krivoprísažnica (1865), autorství této básně se Kráľovi připisuje jen s velkou pravděpodobností, někdy se za autora považuje Pavol Dobšinský.

### Knižní vydání
- Verše Janka Kráľa (1893), uspořádal Jaroslav Vlček.
- Kytka ballád, dúm a piesní (1919).
- Zakliata panna vo Váhu a divný Janko (1922).
- Balady a piesne (1923), druhé vydání 1929, třetí 1936.
- Neznáme básne (1938), uspořádal Stanislav Mečiar.
- Básnik Janko Kráľ a jeho Dráma sveta (1948), uspořádal Milan Pišút,
- Výlomky z Jánošíka (1949), uspořádal Milan Pišút, druhé vydání 1952.
- Moja pieseň (1952)
- Súborné dielo (1952), druhé rozšířené vydání 1959.
- Výber z básnického diela (1953), uspořádal Milan Pišút.
- Hej sloboda! (1953), edice Knihy Fučíkovho odznaku.
- Balady (1957).
- Básne (1961).
- Balady a piesne (1961).
- Zažíhaj svetlá (1969), druhé vydání 1972.
- Skamenelý (1972).
- Poézia (1972), edícia Zlatý fond slovenskej literatúry, druhé vydání 1976.
- Jarná pieseň (1976), druhé vydání 1983.
- Janko Kráľ vo výbere Milana Rúfusa (1976).
- Výlomky z Divného Janka (2006).
- Rozprávka o chorom kráľovi a zlatom vtáčikovi (2013), e-Kniha.
- Zakliata panna vo Váhu a divný Janko (2013), e-Kniha.
- Dráma sveta (2020), e-Kniha.

## Česká vydání
- Orel, Praha: SNKLHU 1960, uspořádal Karol Rosenbaum, přeložil Vladimír Holan.